# Макри, Думитру
Думитру Макри (рум. Dumitru Macri; 28 апреля 1931, Бухарест — 20 марта 2024[…], Фонтене-о-Роз) — румынский футболист и футбольный тренер; играл на позиции защитника.

## Биография

### Игровая карьера
Макри всю футбольную карьеру играл за бухарестский «Рапид», в составе которого отыграл 15 сезонов, при этом 13 из них, как капитан команды. В составе этого клуба он трижды становился серебряным призёром чемпионата Румынии, а в 1964 году выиграл Балканский кубок.
В 1961 году стал первым футболистом из Румынии, номинированным на Золотой мяч, заняв итоговое 35-е место. За сборную Румынии сыграл 8 матчей и не забил ни одного гола.

### Тренерская карьера
Работал главным тренером нескольких румынских команд, среди которых были бухарестский «Рапид» и «ЧФР Тимишоара», а также был главным тренером сборной Алжира.

### Смерть
Скончался 20 марта 2024 года в Париже, в возрасте 92 лет.